# Tetragoneura fisherae
Tetragoneura fisherae är en tvåvingeart som beskrevs av Kerr 2007. Tetragoneura fisherae ingår i släktet Tetragoneura och familjen svampmyggor.
Artens utbredningsområde är Costa Rica. Inga underarter finns listade i Catalogue of Life.